# 1663 van den Bos
van den Bos (asteroide 1663) é um asteroide da cintura principal com um diâmetro de 12,13 quilómetros, a 1,8380404 UA. Possui uma excentricidade de 0,1793516 e um período orbital de 1 224,29 dias (3,35 anos).
van den Bos tem uma velocidade orbital média de 19,90186493 km/s e uma inclinação de 5,364º.
Esse asteroide foi descoberto em 4 de Agosto de 1926 por Harry Edwin Wood.